# خوبار
خوبار (به لاتین: Khubar) یک منطقهٔ مسکونی در روسیه است که در شهرستان کازبکوفسکی واقع شده‌است.